# Couronne de Constantin Monomaque
Ne doit pas être confondu avec Couronne de Monomaque.

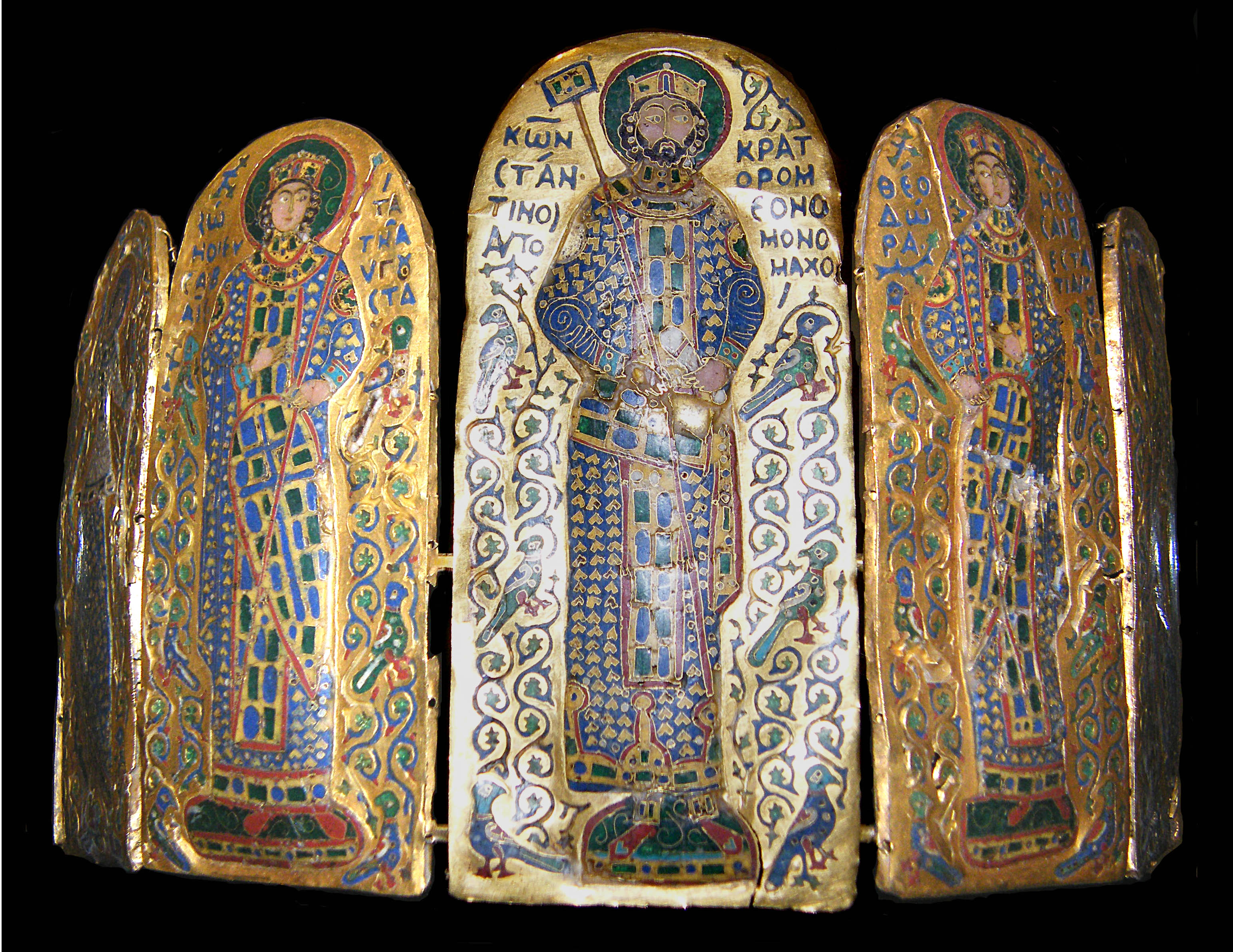
Couronne de Monomaque

La couronne de Constantin Monomaque ou couronne de Monomaque est une pièce d'orfèvrerie byzantine, décorée d'émaux cloisonnés, exposée au musée national hongrois à Budapest. Elle consiste en sept pièces d'or représentant l'empereur Constantin IX Monomaque, sa femme Zoé Porphyrogénète, la sœur de celle-ci Théodora Porphyrogénète, deux danseurs et deux figures allégoriques. Les aspects surprenants de cette œuvre ont fait l'objet de nombreux débats parmi les historiens, notamment sur son authenticité, même s'il est couramment admis qu'elle a été conçue à Constantinople en 1042.
Elle est découverte en 1860 dans l'actuelle Slovaquie par un fermier, près de Ivanka pri Nitre, alors située en Hongrie. S'il s'agit d'une couronne, ce qui n'est pas certain, elle serait l'une des trois seules de l'Empire byzantin à avoir subsisté jusqu'à nous, avec la couronne de saint Étienne, aussi en Hongrie et le kamilavkion de Constance d'Aragon.

## Histoire

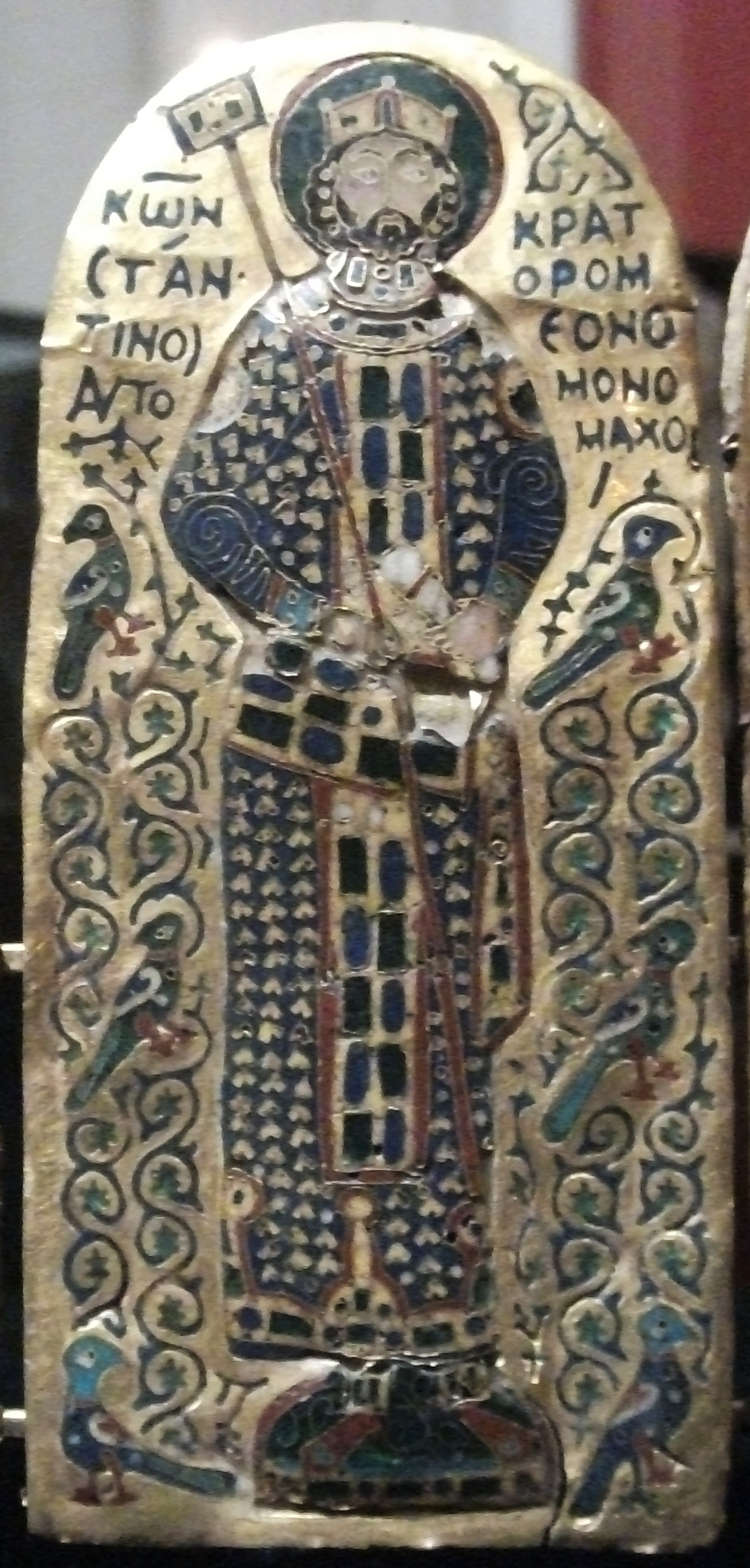
La partie centrale, représentant l'empereur Constantin IX.

En 1860, un fermier de Nyitraivánka (nom hongrois de Ivanka pri Natre) découvre la couronne alors qu'il est en pleine activité agricole. Rapidement, la pièce d'art devient la propriété d'un noble local, qui la vend au terme de quatre transactions au musée national hongrois entre 1861 et 1870. Le lot comprend aussi deux petites médailles trouvées avec la couronne, représentant les bustes des apôtres Pierre et André. Selon l'historienne Magda von Bárány-Oberschall, suivie par la plupart de ses confrères, elles n'ont sûrement rien à voir avec la couronne de Monomaque.
Longtemps, l'hypothèse principale à propos de la couronne est qu'elle semble être conçue pour une femme, peut-être un cadeau pour la femme du roi de Hongrie, voire pour le roi lui-même. En 1045, le souverain André Ier épouse Anastasia de Kiev, une fille du prince Iaroslav le Sage, dont le frère Vsevolod Ier de Kiev est d'ailleurs marié à la fille de Constantin.
Selon le récit traditionnel, André ou sa femme auraient reçu la couronne de Constantin IX à cette occasion. Le souverain de Hongrie est alors à la recherche d'une nouvelle couronne, depuis qu'Henri III s'est emparée de la précédente aux dépens du roi Samuel Aba de Hongrie au terme de la bataille de Ménfő en 1045. Il se serait agi de la couronne de Saint-Étienne, même s'il est peu probable que celle-ci soit aussi vieille. En outre, le délai entre l'arrivée au pouvoir d'André, en septembre 1046, et son couronnement en février 1047 peut s'expliquer par le temps nécessaire à une ambassade de faire le chemin depuis Constantinople après que l'empereur byzantin a été informé de l'événement. En 1057, le roi Salomon de Hongrie est aussi couronné de cette couronne.
Toutefois, la même année, il est assiégé par Geza Ier et s'échappe avec la couronne et le trésor royal en direction de Pozsony pour rechercher la protection de son beau-frère, l'empereur Henri IV. Il est intercepté alors qu'il traverse le Váh, près de Ivanka pri Nitre, mais il serait parvenu à enterrer le trésor et la couronne à proximité avant de se réfugier à Pozsony.

## Description

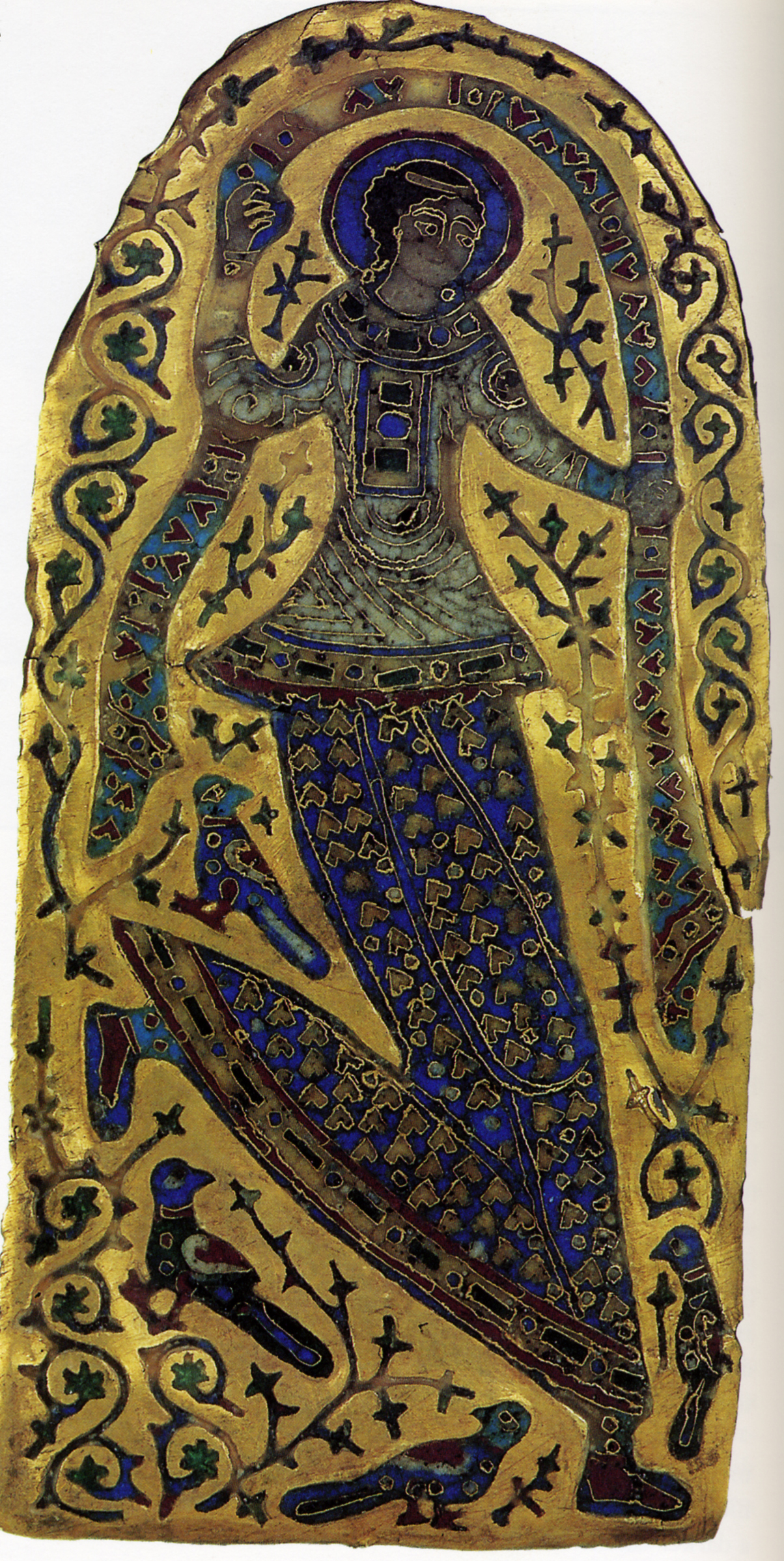
Une des danseuses.

Les sept plaques en or qui composent la couronne font 3,5 centimètres de large et entre cinq et dix centimètres de long. Elles comprennent de petits trous dont la taille et la disposition laissent à penser qu'ils ont pour fonction de laisser passer du tissu pour lier les plaques. Il est aussi possible que celles-ci étaient liées à un couvre-chef en tissu. La finition relativement grossière de la décoration, le manque de pureté de l'or et la présence d'erreurs dans la représentation des vêtements et des inscriptions sont des éléments notables de l’œuvre.
La plaque centrale est la plus large et représente Constantin IX, qui gouverne l'Empire de 1042 à 1055. Une inscription grecque précise : Κῶνστάντινος Αυτοκράτο<ρ> Ρομεον ο Μονομαχο<ς>, soit « Constantin, empereur des Romains, le Monomaque ». Sur la plaque à sa droite figure sa femme, Zoé Porphyrogénète et, sur sa gauche, la sœur de cette dernière, Théodora Porphyrogénète, toutes deux impératrices en leur qualité de dernières représentantes de la dynastie macédonienne. Après elles figurent deux danseuses puis, les plaques les plus petites aux extrémités représentent les personnifications de deux vertus. A l'exception de ces deux dernières, toutes les figures ont des auréoles autour de leur tête et sont environnées d'oiseaux, de cyprès et de vignoble.
L'empereur est représentée avec le labarum dans sa main droite et l' akakia dans sa main gauche, un rouleau en tissu contenant de la poussière et qui symbolise la brièveté du monde matériel. La couronne est décorée avec trois ornements cylindriques et les deux impératrices en portent une similaire. Toutes deux tiennent un sceptre et désignent Constantin avec leur autre main. Celui-ci porte les robes cérémonielles de l'empereur avec des décorations en forme de lierre, ainsi que le loros et le maniakon, symboles byzantins du pouvoir.
Le loros est une ceinture richement décorée de pierres précieuses, de perles et de broderies et qui s'enroule autour des épaules et des hanches. A une extrémité, le loros se termine par un ourlet et l'autre extrémité se noue autour. Quant au maniakion, c'est un collier large, décoré de perles et de pierres précieuses. Les trois membres de la famille royale sont chaussés de rouge et sont debout sur un suppedion (coussin de pied). Les deux femmes portent la tenue complète d'une impératrice, avec le thorakion, qui imite la forme d'un bouclier. Zoé, pourtant âgée de soixante-quatre ans en 1042, est représentée sous les traits d'une jeune femme. Les deux femmes sont décrites de la même manière : « Ζώη οι ευσαιβαῖστάτη Αυγουστα, Zoé la plus pieuse des Augusta » et « Θέοδώρα ἡ ἐυσαιβεστατι Αυγουστα, Théodora la plus pieuse des Augusta », les deux formules comprenant des fautes d'orthographe.
Les deux pièces plus petites représentant les danseuses sont identiques sans être symétriques. Elles sont entourées de décorations en forme de feuillage, sans description particulière. Les danseuses soulèvent le voile sur leur tête et plient leur jambe droite vers l'avant. S'il est envisageable que ces figures dépeignent des danseuses de métier, le halo entourant leur visage pourraient signifier qu'elles appartiennent au domaine du sacré, ce qui est rare dans l'iconographie chrétienne, au moins avant la Renaissance. En outre, cette iconographie est d'autant plus surprenante qu'elle accompagne la représentation de l'empereur, véritable représentant de Dieu sur terre aux yeux des Byzantins.
Enfin, les deux segments les plus petits représentent chacun une figure féminine entourée d'un halo sur fond doré, accompagnée de cyprès des deux côtés, symbolisant le jardin d'Éden. Selon les inscriptions, il s'agit d'incarnations des vertus que sont la sincérité ou l'honnêteté (η αλιθηα) et l'humilité (η τα<π>ινοσις). La sincérité tient une croix dans une main et la pointe vers sa bouche, tandis que l'humilité croise ses bras sur sa poitrine.

## Débat sur l'authenticité

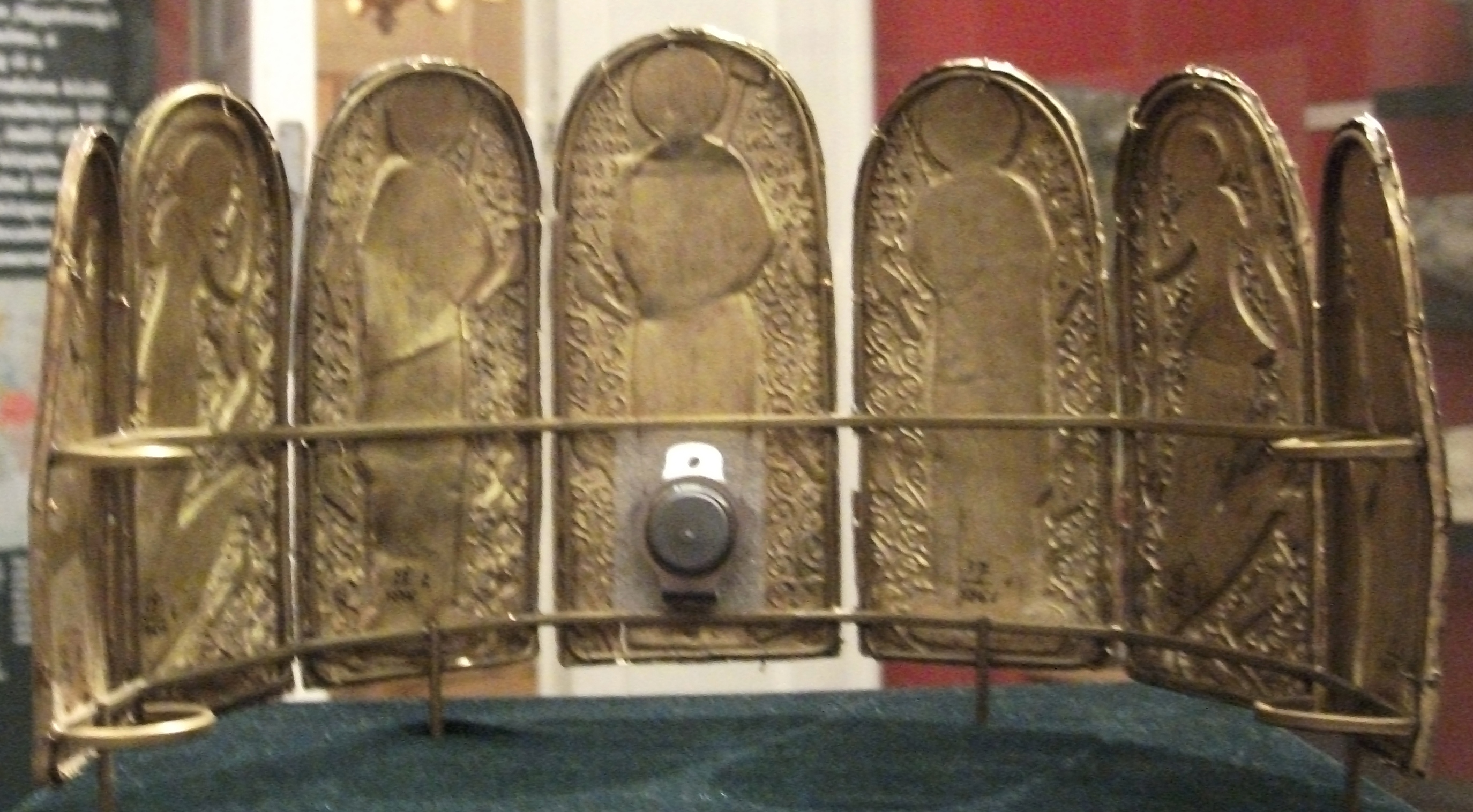
La couronne vue de derrière.

En 1994, le byzantiniste Nicolas Oikonomidès exprime des doutes sur l'authenticité de la couronne ; il estime qu'elle est un faux du XIXe siècle. Il considère que la conception générale, les finitions grossières, les légendes peu communes sur ce type d’œuvre, ainsi que les circonstances de sa découverte, sont des éléments qui fondent son hypothèse. Enfin, il souligne les différences fortes entre cette couronne et celle de Saint-Étienne et pense que le faussaire vient de Venise, sans pouvoir l'identifier.
L'historienne Etele Kiss, du musée national hongrois, a repris les différents arguments d'Oikonomidès pour les remettre en cause. Elle considère que la couronne a pu être conçue pour l'empereur et présentée à l'occasion d'une procession impériale, expliquant la présence de danseurs, qui est une des étrangetés de la pièce. Un autre sujet de discorde est le diamètre étroit de la couronne, d'approximativement vingt-deux centimètres, trop petit pour ceindre une tête, même féminine. Enfin, à la différence de beaucoup d’œuvres d'art byzantines, elle ne comporte pas de bijoux d'ornement.
Dès 1997, Henry Maguire a défendu l'idée que les plaques sont conçues pour être cousues avec du cuir ou un tissu, ce qui suggèrerait une ceinture ou un diadème. Il voit dans les danseurs une sorte de chœur autour de l'empereur pour en célébrer les louanges, tandis que les motifs d'oiseaux et de plantes seraient des métaphores des vertus impériales.
En 2009, Timothy Dawson a publié un article sur la couronne de Monomaque, dans laquelle il voit une sorte de brassard ou de bracelet cérémoniel, similaire à l' armilla, une décoration militaire. Dans le De Ceremoniis de Constantin VII Porphyrogénète, un ouvrage décrivant les pratiques auliques du monde byzantin, il y est décrit que l'empereur porte une couronne quand il revient d'une victoire, qu'il dispose ensuite sur son bras droit. Dawson suggère que le bénéficiaire le plus probable d'un tel objet serait Étienne Pergamos, un eunuque à qui Constantin a confié l'armée loyaliste pour combattre les rebelles menés par Georges Maniakès. Victorieux à la bataille d'Ostrobos le 2 février 1043, il en aurait tiré un grand prestige auprès de l'empereur. Une autre hypothèse serait que Constantin lui-même se soit vu gratifié de l’œuvre d'art pour célébrer cette victoire. Michel Psellos, chroniqueur de l'époque, rapporte que l'empereur est assis entre les deux impératrices au moment de la procession qui suit le succès, ce qui se retrouverait dans la disposition des plaques de la couronne.

## Galerie

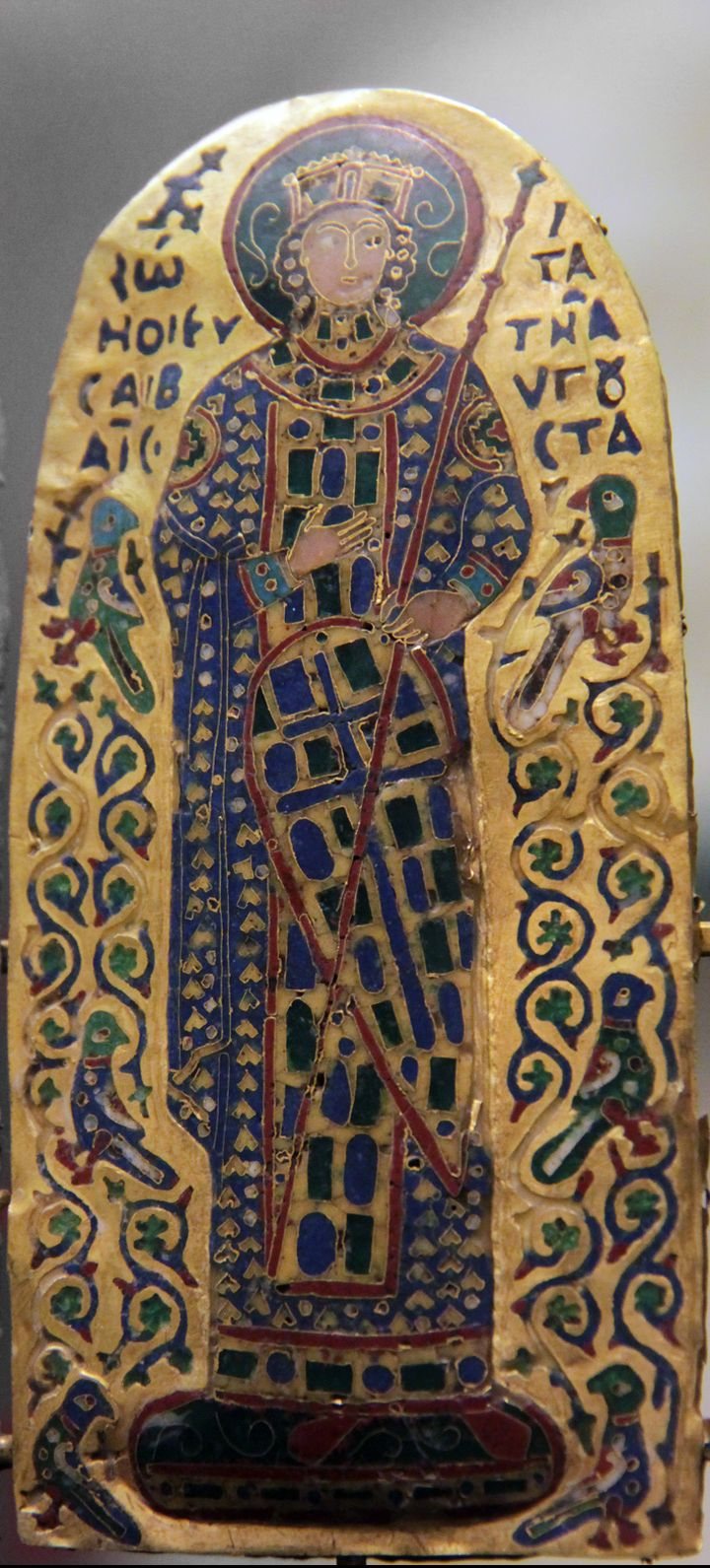
L'impératrice Zoé
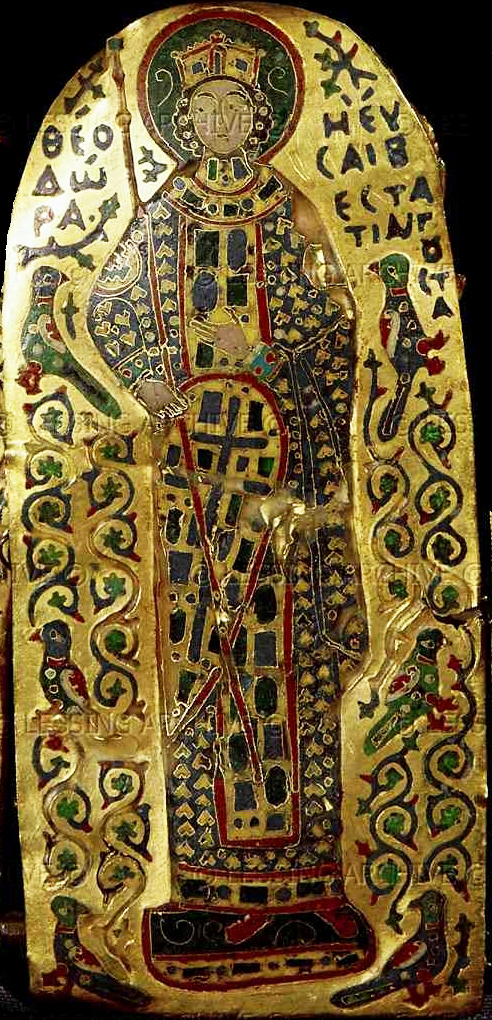
L'impératrice Théodora
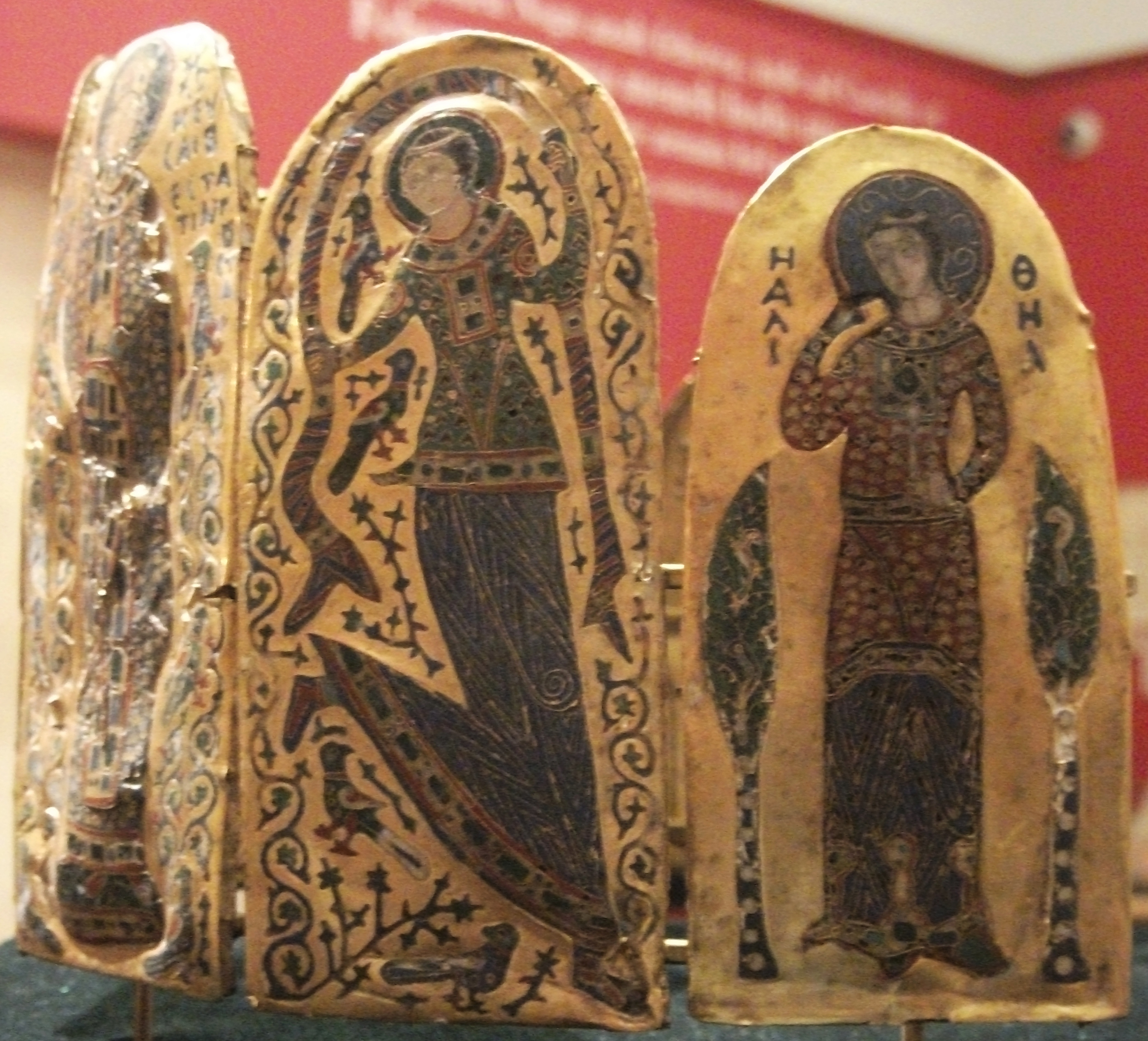
Une des danseuses accompagnée de la représentation de l'honnêteté
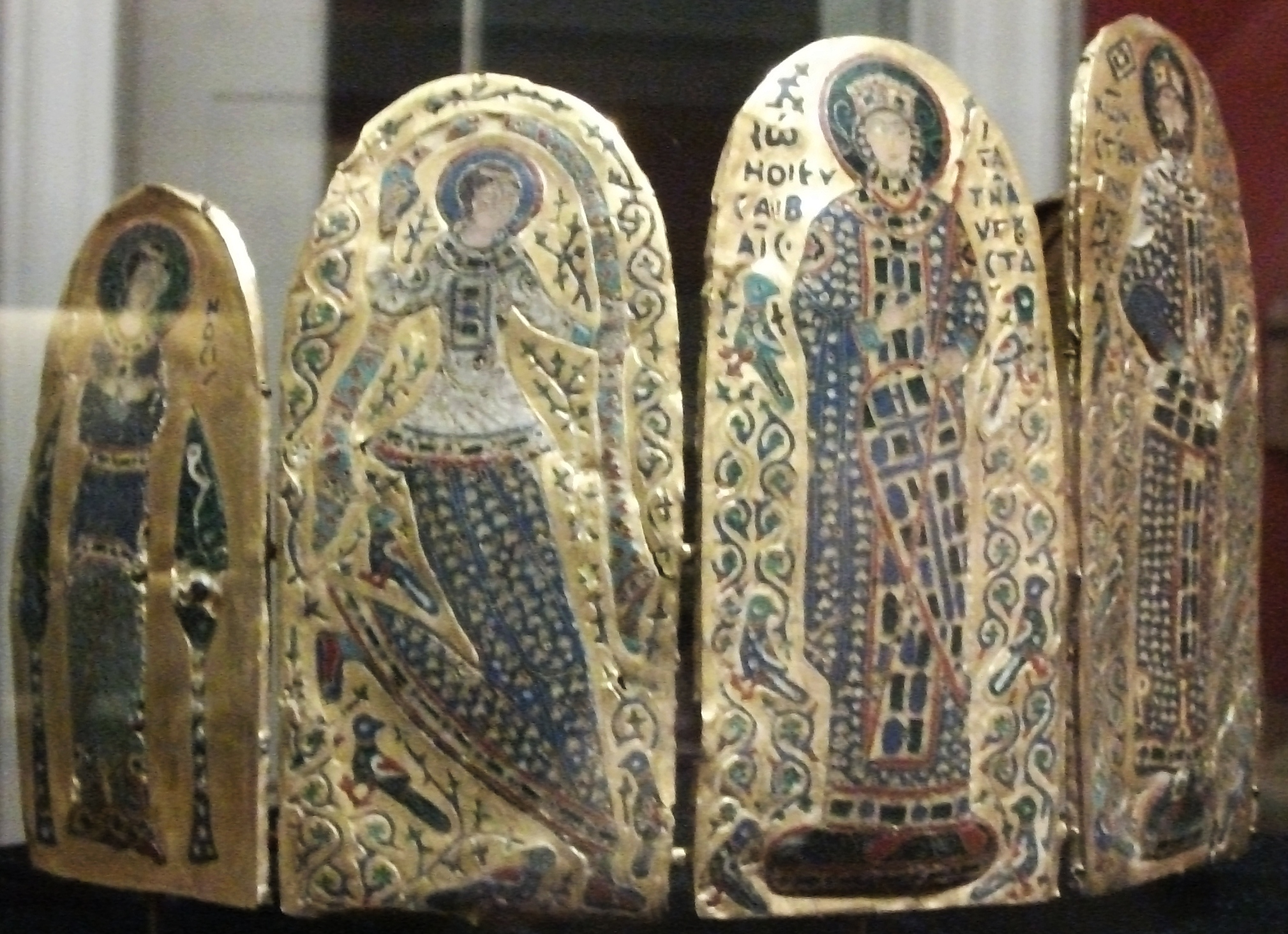
Une autre vue de la couronne
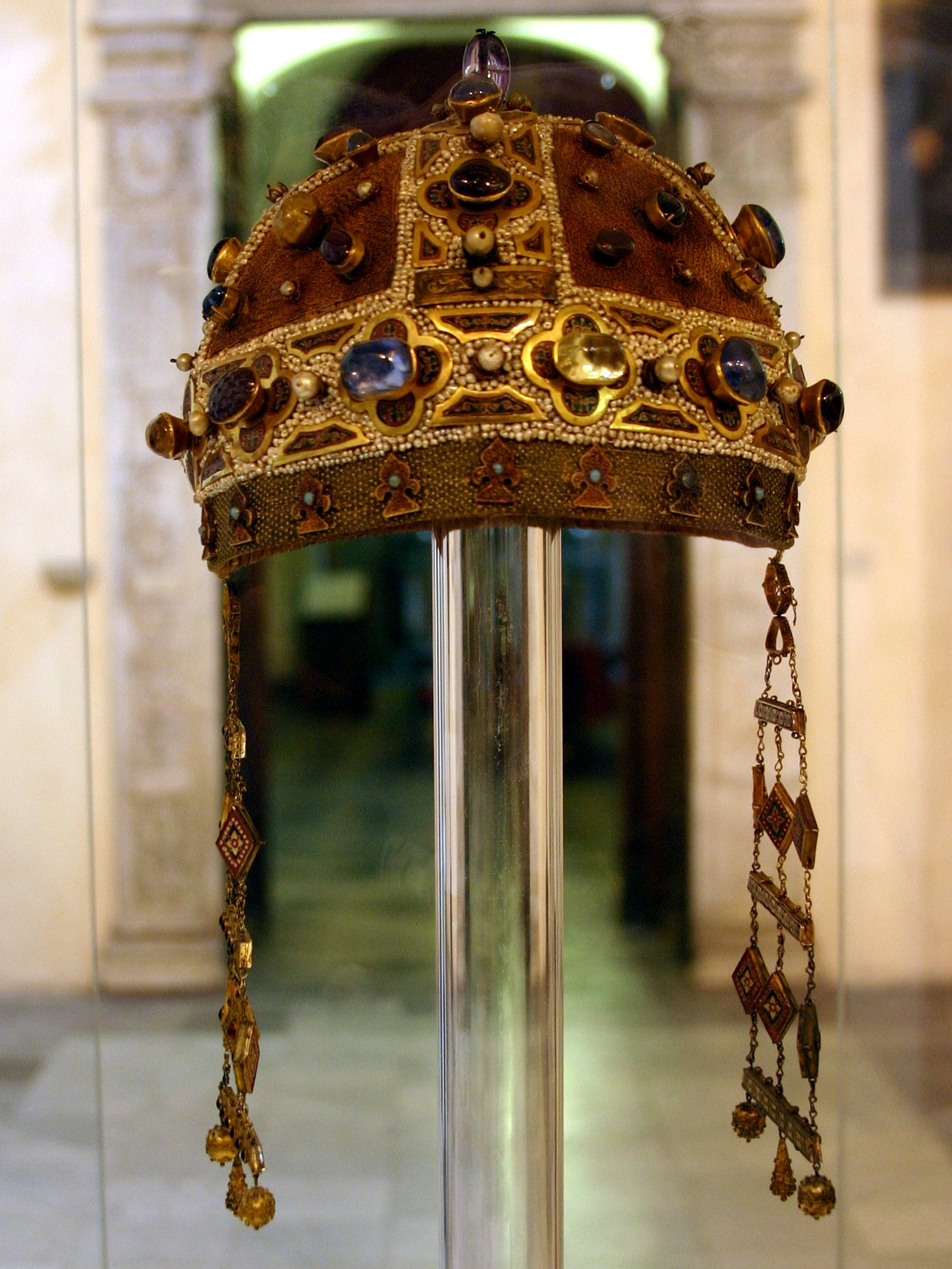
La couronne byzantine de Constance d'Aragon, l'un des rares exemples de couronne qui nous soit restée de l'époque byzantine